# ESO 286-19
ESO 286-19 (również AM 2055-425) – galaktyka powstała wskutek zderzenia galaktyk, znajdująca się w konstelacji Mikroskopu w odległości około 600 milionów lat świetlnych od Ziemi. Jest wyjątkowo silnym źródłem promieniowania podczerwonego.
Początkowo na obiekt ten składały się dwie galaktyki, które obecnie znajdują się w fazie łączenia. Około 8 milionów lat temu w galaktyce tej zakończył się proces gwałtownego formowania gwiazd. ESO 286-19 ma długi, rozciągnięty ogon, po prawej stronie głównego korpusu, a także krótszy ogon zakrzywiony w lewo. Obecność ogonów jest dowodem procesu łączenia. Ogony pływowe mogą się utrzymywać jeszcze długo, lecz ostatecznie zostaną połączone z korpusem.